# هدایت اسلامی‌نیا
هدایت اسلامی‌نیا سیاست‌مدار ایرانی بود، که در  دوره بیست و سوم  به‌عنوان نماینده شهر ری در مجلس شورای ملی حضور داشت.
عباس میلانی درباره ی اسلامی نیا در کتاب خود با نام "معمای هویدا" به نقل از مصطفی الموتی مینویسد:
" هدایت اسلامی نیا یکی از رابطین اصلی امیرعباس هویدا با روحانیون برای دریافت کمک های مالی بود. شهرتی سوء داشت و گویا با تکیه به دوستی اش با هویدا ثروت هنگفتی، شاید از راه های غیر مشروع به هم زده بود. در آستانه ی انقلاب ۵۷، او نقش مهمی به عنوان واسطه دولت با روحانیون و به ویژه با آیت الله شریعتمداری بازی کرد. پس از انقلاب، از بیم جان از ایران گریخت و به آمریکا پناه جست. اما آنجا سرنوشتی شوم در انتظارش بود. یکی از فرزندان اسلامی نیا به دسته ای تعلق داشت که بعدها به 'بچه میلیاردرها' شهرت گرفت. به کمک همین فرزند ناخلف، پدر را به زور از منزلش ربودند و شماره حساب های بانک های سوییس را از او طلب کردند. می‌خواستند او را بترسانند. میگفتند تا شماره حساب ها را در اختیارشان نگذارد، رهایش نخواهند کرد. تصمیم گرفتند به خانه ای امن منتقلش کنند. به همین خاطر او را در صندوق عقب خودرویی پنهان کردند. اما ظاهرا قلب اسلامی نیا ضعیف بود و تاب این فشار ها را نیاورد و در نتیجه ی سکته قلبی، در همان صندوق جان داد.
فرزندنش سالها به جرم مشارکت در قتل پدر در زندان بود. او و خانواده اش همواره بر بی گناهی کاملش تأکید میکردند و از قضا در ماههای آخر سال ۲۰۰۰ میلادی، دادگاه های ایالتی کالیفرنیا به آزادی او حکم دادند. علت آزادی اش را هم البته نه بی گناهی او، که خطاهای قانونی دادگاه های پیشین اعلان کردند. "